# فيلقية ستيلية
فيلقية ستيلية (الاسم العلمي: Legionella steelei) هي نوع من البكتيريا يتبع جنس الفيلقية من الفصيلة الفيالقية.	تم عزلها من عينات من الجهاز التنفسي لإنسان مريض بالتهاب الشعب الهوائية في كاليفورنيا في الولايات المتحدة الأمريكية وجنوب أستراليا.